# Cowaramup
Cowaramup – miasto w Australii, w stanie Australia Zachodnia.